# Chinchirusa
De Chinchirusa is een berg in Peru. De berg heeft een hoogte van 5.000 meter en maakt deel uit van het Andesgebergte.